# Chelonarium lecontei
Chelonarium lecontei là một loài bọ cánh cứng trong họ Chelonariidae. Loài này được Thomson miêu tả khoa học đầu tiên năm 1867.